# 162 Eskadra Myśliwska

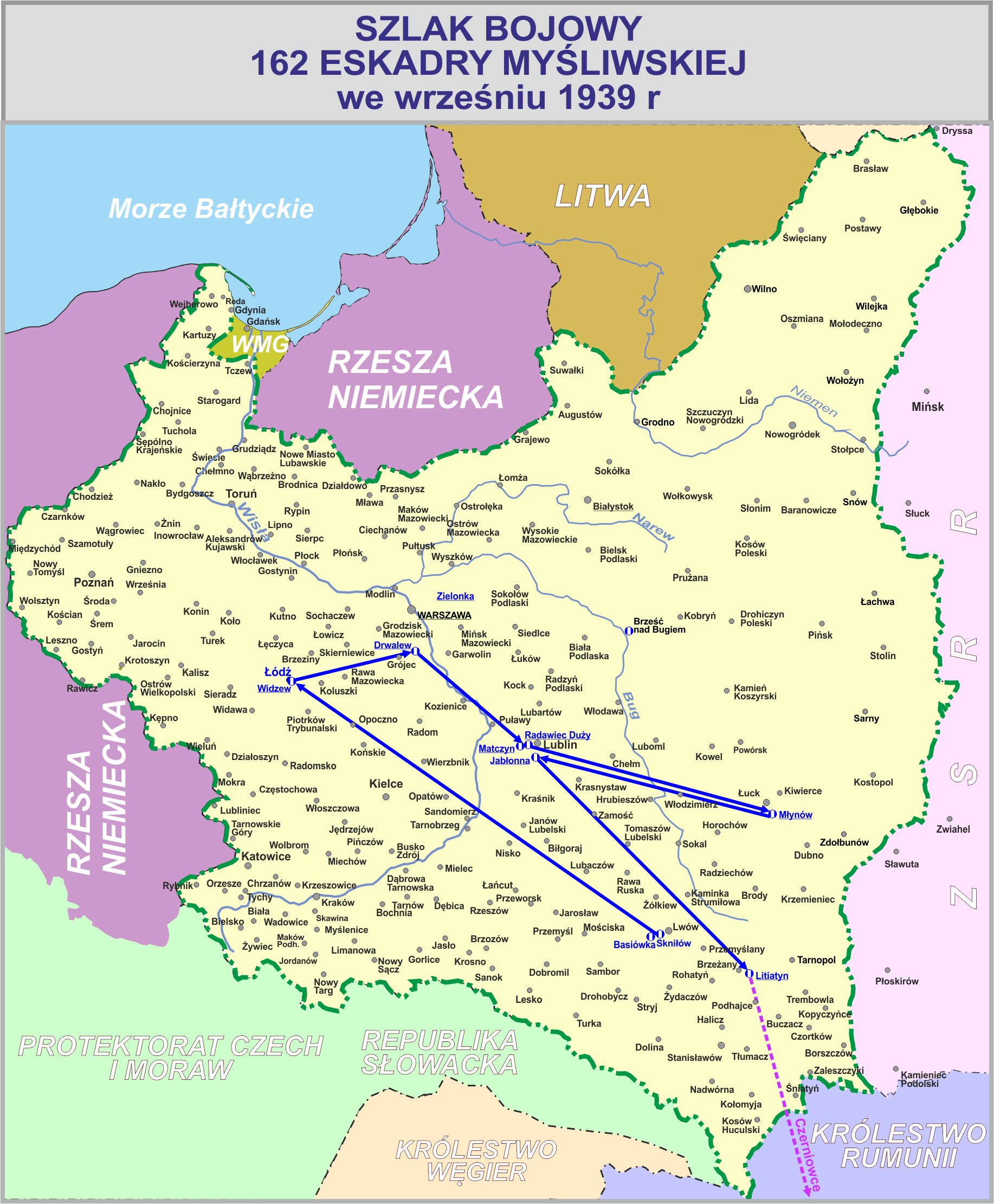

162 eskadra myśliwska (162 em) – pododdział lotnictwa myśliwskiego Wojska Polskiego w II Rzeczypospolitej.
Eskadra została zorganizowana w 1937 we Lwowie. W kampanii wrześniowej walczyła w składzie lotnictwa Armii „Łódź”.
Godło eskadry – uskrzydlony biały gronostaj ze skrzydłami koloru niebieskiego.

## Formowanie i szkolenie
162 eskadra myśliwska została sformowana jesienią 1937 na lotnisku Lwów-Skniłów, w składzie III dywizjonu myśliwskiego z 6 pułku lotniczego.
Rozkaz wykonawczy przewidywał początkowo, że formowanie nastąpi na bazie personelu i sprzętu 143 eskadry myśliwskiej 4 pułku lotniczego, ale ostatecznie zdecydowano, że nowo formowany dywizjon powstanie w oparciu o zasoby 133 eskadry myśliwskiej 3 pułku lotniczego z Poznania. Samoloty PZL P.7, pomimo złego stanu technicznego, zostały przyjęte z rozwiązanej 143 eskadry myśliwskiej z Torunia.
Przysłane z różnych baz i parków lotniczych samoloty przysparzały personelowi technicznemu dużo kłopotów. Dowódca dywizjonu zmuszony był zawiesić na pewien okres loty szkolne. Ekipy mechaników pracowały intensywnie nad przywróceniem samolotom ich pełnej sprawności. Pod koniec lutego 1938 eskadra dysponowała już etatową liczbą pełnosprawnych samolotów. W połowie marca, w związku z zatargiem polsko-litewskim, eskadrę w trybie alarmowym przegrupowano na lotnisko Hutniki k. Brodów. Od kwietnia do czerwca patrolowała na południowo-wschodnich rubieżach Polski realizując jednocześnie program szkolenia i doskonalenia myśliwskiego. W sierpniu eskadra odleciała do Błędowa, skąd po ukończeniu szkoły ognia została przerzucona na lotnisko Monasterzyska. Tam pełniono dyżury bojowe. Wystawiono między innymi zasadzkę na linii miejscowości Korzec–Horodenka. 
Działania dywizjonu miały związek z zajęciem Zaolzia. Zadaniem myśliwców była osłona działania własnych wojsk, przeciwdziałanie akcji lotnictwa czechosłowackiego oraz zapobieganie przelotom samolotów sowieckich do Czechosłowacji.
W drugiej połowie października dywizjon powrócił do Skniłowa. Zimą 1938/1939 część personelu lotniczego jednostki wzięła udział w kursie narciarskim połączonym z wypoczynkiem i doskonalenia kondycji fizycznej pilotów. W czasie zimy przeprowadzono zajęcia teoretyczne. Były to wykłady i kursy z różnych przedmiotów. Podczas sprzyjającej pogody organizowano w rejonie lotniska indywidualne i zespołowe loty treningowe

## Działania eskadry w 1939
Wiosną 1939 załogi eskadry dyżurowały rotacyjnie na lotnisku Sarny i stanowiły obsadę eskadry KOP.
W czerwcu 1939 przydzielono do eskadry trzech podchorążych-pilotów ostatniego rocznika Szkoły Podchorążych Lotnictwa oraz czterech pilotów absolwentów Szkoły Podoficerów Lotnictwa dla Małoletnich. W tym czasie we wszystkich samolotach PZL P.7 a wymieniono przestarzałe, zacinające się karabiny Vickers E na PWU wz. 33.
W połowie sierpnia trwało nadal szkolenie doskonalące.
Tak je wspomina pchor. pil. Franciszek Kornicki:

Od marca cztery P.11 ze 161 eskadry stacjonowały na lądowisku nad granicą polsko-radziecką, współpracując z Korpusem Ochrony Pogranicza, z comiesięczną wymianą personelu. Stali tam do 24 sierpnia, dnia mobilizacji lotnictwa. Reszta eskadry wyruszyła w połowie sierpnia na poligon Lubitów koło Sarn, gdzie kwaterowali pod namiotami i odbywali ćwiczenia w strzelaniu do celów latających i naziemnych. 162 eskadra została w Skniłowie i ja z nią. Sądziłem, że w obu eskadrach zorganizują nam intensywne szkolenie bojowe i tak właśnie było w 161, ale 162 była w tym dość powolna i chaotyczna. Mieliśmy jedno duże ćwiczenie bliskiej osłony lekkich bombowców i jedno przechwytywania. Resztę stanowiły walki kołowe i loty w szyku, ale niestety żadnego strzelania do celów latających. Było mniej więcej dwa razy tyle pilotów co samolotów, więc kolejka do latania była długa.

### Mobilizacja eskadry
24 sierpnia eskadra powróciła na macierzyste lotnisko Skniłów i rozpoczęła czynności mobilizacyjne. Gotowość bojową osiągnęła 25 sierpnia.
Przygotowania mobilizacyjne tak opisał mł. majster woj. Józef Zubrzycki:

Zgodnie z rozkazem MOB nasze samoloty miały być przerzucone na lotnisko pod Widzewem k. Łodzi. Rozpoczęły się przygotowania do załadowania sprzętu na wagony kolejowe. Panował olbrzymi ruch. U wszystkich uwidaczniało się napięcie nerwowe. W pewnej chwili zauważyłem „ostre spięcie” między kolegami, grożące niepotrzebnymi kłopotami dla obydwu. Aby temu zapobiec, podbiegłem, by zażegnać spór i wówczas ciężka belka spadła na moją nogę, powodując kontuzję stopy. Przełożeni byli mocno zaaferowani organizacją transportu, więc udało mi się uniknąć skierowania na leczenie i wycofania z akcji. Musiałem wykazać dużo silnej woli, by ukrywać się z bólem. Myślę, że nie było to najrozsądniejsze z mojej strony, gdyż kontuzja dawała mi się we znaki przez prawie rok i dopiero w Anglii mogłem ubrać normalne, skórzane obuwie – do tej pory mogłem chodzić tylko w pantoflach.

26 sierpnia rzut kołowy dywizjonu odjechał transportem kolejowym do stacji Łódź Lublinek. Po wyładowaniu, wyposażenie przewieziono na lotnisko Widzew–Ksawerów.
31 sierpnia rzut powietrzny przegrupował się na lotnisko alarmowe Basiówka, skąd nastąpił odlot na lotnisko Widzew z międzylądowaniem w Dęblinie. Personel latający ulokowano w pałacu, a techniczny w pobliskich budynkach. Samoloty zamaskowano pod drzewami.
Przelot maszyn z lotniska w Skniłowie na podlwowskie lotnisko polowe Basiówka, a następnie do Widzewa tak opisał ówczesny kpr. pil. Jan Malinowski:

31 sierpnia rano przenieśliśmy się na zapasowe lotnisko w Basiówce. Ale tego samego przedpołudnia na samolocie RWD-8 pilotowanym przez starszego sierżanta Grygomrnicza przyleciał łącznik z rozkazem. Dowódca dywizjonu, mjr pilot Stanisław Mmorawski po otwarciu zalakowanej koperty zwrócił się do nas, pilotów i zapytał żartobliwie: „Jak myślicie, gdzie dziś będziemy jedli obiad?” No i jedliśmy go... u Dęblinie. Kiedy koledzy zobaczyli nas tam w bojowym rynsztunku z visami i maskami przeciwgazowymi, zaczęli się podśmiewać. A my o późnym zmroku polecieliśmy na polowe lądowisko do majątku Herzego Widzew-Ksawerów. Pole oświetlały palące się sterty słomy, ale i tak jeden z samolotów został uszkodzona przy lądowaniu. Powitały nas w Widzewie wojska techniczne, które opuściły lwowskie lotnisko w dniu 26 sierpnia.

Po przelocie do Widzewa w „siódemkach” zrealizowano pomysł szefa mechaników st. majstra woj. Narola Surmy polegający na rozłączeniu cięgna „boostów”, przez co silniki zapewniały większą moc. Prędkość P.7 wzrosła do porównywalnej z prędkością samolotów PZL-P.11c.

### Walki eskadry we wrześniu 1939
W kampanii wrześniowej eskadra walczyła w składzie lotnictwa Armii „Łódź”, operując początkowo z lotniska polowego Widzew-Ksawerów. Na uzbrojeniu eskadry znajdowało się dziesięć samolotów myśliwskich PZL P.7a.
Eskadra weszła do walki już pierwszego dnia kampanii wrześniowej. W tym dniu zginął także jej pierwszy pilot – pchor. Piotr Ruszel zestrzelony prawdopodobnie przez własną artylerię. Z winy sztabu lotnictwa armii zabrakło uzgodnień w zakresie stref działania lotnictwa i artylerii przeciwlotniczej w obszarze powietrznym Łodzi.
2 września działano z zasadzek. Kpr. Jan Malinowski zestrzelił samolot myśliwski Me 110, natomiast ppor. Czesławowi Główczyńskiemu zaliczono ⅛ Me 110.
Podporucznik Główczyński tak opisywał walkę:

Wreszcie dostrzegliśmy wroga. Wydaje się, jak azjatycka szarańcza. Wali chmarą, masą. Górą suną trzy klucze. Za nimi jeszcze dwie luźne sztuki. Dwusilnikowe dolnoplaty. Ciężkie Junkersy. Dołem dwie trójki jakichś mniejszych, a daleko na horyzoncie jeszcze sześć sztuk. I te Messerschmitty! Jeszcze tu gdzieś po okolicy się kręcą. I jedne i drugie grubo wyżej od nas. Drapiemy się cierpliwie. Chcielibyśmy dojść do tych górnych, ale i do dolnych jeszcze daleko. Pędzą naprzód. Są coraz bliżej. Wielkie, szare. To Messerschmitty 110. Idą z zadartymi łbami pięćset metrów wyżej, jakby ich piloci w ogóle nas nie widzieli, jakby chcieli zignorować i przejść ponad nami. Zapatrzeni w nich, dociskamy manetki, „busty”, gnieciemy drążki - byle wyżej, byle wyżej. A prędkość pozioma coraz mniejsza. „Zlitujcie się, dranie, zniżcie się! Bijcie się z nami!” Rzeczywiście zniżają mordy i na pełnym szusie nurkują na nas. Automatycznie rozluźniliśmy szyk. Jestem na prawym skrzydle. Leci na mnie potwór. Z trzech paszcz błysnęło, sześć luf rzygnęło ogniem. Oślepiło mnie, hurkot w uszach. Oddałem drążek, położyłem. Mignął kolo mnie i daleko w dole zawija skręt [...]. Zawinąłem ciasno przez plecy i jeszcze pół krzywego loopingu. Mam go na celowniku na samym krzyżu! Ściskam spust na drążku. Nerwowe wstrząsy kadłuba i płynny łoskot – to grają moje karabiny. Jego strzelec grzmi do mnie. Zaciskam zęby, jestem jak pijany. Widzę tylko jego. Szarozielony potwór i to drapieżne godło na ogonie zapełniają mi oczy. Przerywam, poprawiam i znowu kadłub drga od strzałów. Ryknęło coś nad głową. Oprzytomniałem. O, cholera. To nowi. Sześć sztuk wpakowało się w nasze kłębowisko. A górą suną te ciężkie, chyba nie odważą się zejść w to piekło. Od dołu ciągną na pomoc dwa nasze. „Mój” sprzed nosa zwiał, skręcił znowu i bierze mnie na cel z boku. Nie daję się i wnet jestem za nim. Ślady strzałów pokrywają się – moje i jego strzelca. Ale trzeci wplątuje się do naszego pojedynku. Ściga mnie. Zaczynam się bronić przed tym, to tamten mnie goni, więc biorę się za niego, a drugi już siada mi na plecy. Podają sobie mnie jak piłkę. Zaczyna mi być gorąco. Nawija mi się trzeci prosto na lufy, więc puszczam tamtych i strzelam. Przelatuję tuż nad nim i trafiam niebacznie w smugę karabinów kolegi, który praży do Niemca. Kopnąłem stery. Szurnęliśmy obok siebie. Chcę strzelać dalej - stop! Przeładowuję karabiny raz i drugi – nic! Amunicja! Ląduję. Krzyczę o amunicję.

3 września kpr. Zdzisław Urbańczyk startując z zasadzki w Woli Wężykowej zestrzelił samolot rozpoznawczy Hs 126, natomiast ppor. Główczyński, wykonując lot na „wymiatanie”, zestrzelił bombowiec nurkujący Ju 86 lub samolot bombowy Do 17.
4 września, oprócz typowych działań myśliwskich, eskadra prowadziła też patrolowanie. Przed południem zlikwidowano zasadzkę w Woli Wężykowej. W rejonie Łodzi ppor. Zadroziński w ataku na grupę bombowców zestrzelił 1 Do-17.
W momencie gdy samoloty powracały z boju, Niemcy wykonali zmasowany nalot na lotnisko. Samoloty były bez paliwa i amunicji, tym samym bez możliwości podjęcia walki obronnej. Poderwani do obrony – oficer taktyczny dywizjonu i ppor. Zadroziński ulegli przeważającej liczbie napastników. Straty: kilku zabitych i rannych z personelu dywizjonu oraz zniszczone 5 samolotów w tym 4 P-7a eskadry.
Rano 5 września odleciał na zasadzkę klucz por. Goettla. W tym dniu zestrzeleń nie było. Po południu przyszedł rozkaz ewakuacji lotniska Widzew i przeniesienie eskadry poza strefą operacyjną armii, na lądowisko Drwalew. Zasadzka w Czarnocinie uległa likwidacji. Z braku stosownych rozkazów, mjr Morawski na własną odpowiedzialność wyprawił z Widzewa pierwszą kolumnę rzutu kołowego, która po rozładowaniu miała powrócić po resztę mienia dywizjonu.
6 września eskadra wyszła z podporządkowania Armii Łódź. Do Drwalewa odleciały 3 RWD-8. Zaraz po przylocie zorganizowano klucz alarmowy. Przed południem przybył I eszelon rzutu kołowego i po rozładowaniu samochodów ruszył w drogę powrotną. Pod Grójcem transport zaatakowały 3 He-111. Zginęli st. szer. Brzeźniak i Krzyszowski oraz kierowca samochodu; ciężko ranni zostali ppor. Szubert i Andruszkow I, który wkrótce zmarł w szpitalu (?), a ponadto dwóch podoficerów personelu naziemnego. Zniszczeniu uległy 3 samochody eskadry. Z pobliskiego Drwalewa wystartowali: ppor. Główczyński z plut. Prętkiewiczem i kpr. Urbańczykiem. W krótkiej walce zestrzelono 2 Heinkle, a jeden uszkodzono.
Po wylądowaniu w Drwalewie i krótkim odpoczynku ppor. Główczyński wraz z plut. Domagałą odlecieli na RWD-8 do Widzewa, a mł. majster wojsk. Zubrzycki z pchor. Kórnickim udali się tam samochodem w celu prowizorycznej naprawy dwóch uszkodzonych P-11. Nocą eszelon zaatakowali dywersanci w rejonie Brzezin. Na skutek paniki część kolumny została rozproszona. Do Drwalewa bocznymi i polnymi drogami dotarł tylko autobus i ambulans sanitarny. Natomiast podwody konne ze sprzętem eskadry zagarnął nieprzyjaciel.
7 września samoloty eskadry odleciały do Matczyna. Tam III/6 dywizjon myśliwski został wcielony do warszawskiego IV/1 dywizjonu myśliwskiego. Następnego dnia eskadra przegrupowała się na lądowisko Radawiec Duży. Lotów bojowych w tym dniu i następnym nie wykonywano.
10 września przegrupowano się do Młynowa, skąd w dniu następnym nastąpił powrót pod Lublin na lądowisko Jabłonna.
13 września pozyskano benzynę z Lubelskiej Wytwórni Samolotów.
14 września samoloty odleciały do Litiatyna. Nadal nie wykonywano lotów bojowych.
16 września dokonano reorganizacji lotnictwa myśliwskiego. Z pilotów i samolotów P-7a utworzono eskadrę rozpoznawczą. Nadwyżkę personelu latającego częściowo ulokowano na zasadzkach zwalczających rozpoznawcze lotnictwo niemieckie. W tym dniu dotarł do eskadry jeden z członów rzutu kołowego, posiadający kilka beczek benzyny. Tego dnia uruchomiono zasadzkę na lotnisku Stanisławów.
17 września w godzinach rannych, podczas nalotu 27 Junkersów usiłujących zbombardować stację kolejową i most w Stanisławowie, ppor. Zadroziński zaatakował ostatnią trójkę zestrzeliwując 1 Ju-87. Około 16.00 zlikwidowano zasadzkę Stanisławów i eskadra przeleciała do Petlikowic. Ponieważ nikogo nie zastano, wrócono do Stanisławowa. Tu otrzymano rozkaz przelotu do Rumunii. Przed zmrokiem do Czemiowiec na jedynym samolocie eskadry poleciał ppor. Główczyński. W Stanisławowie pozostał na skutek wady silnika samolot ppor. Zadrozińskiego. Rzut kołowy przekroczył granicę polsko–rumuńską 19/20 września.

Tak przygotowania do opuszczenia Mikulinic oraz przelotu do Rumunii opisał ppor. pil. Franciszek Kornicki:

17 września wszystkich pilotów wezwano na odprawę i poinformowano, że Armia Czerwona przekroczyła naszą granicę i idzie na zachód. Musieliśmy przelecieć do Rumunii i wszelkimi sposobami podążać do Francji; pomocą miała nam służyć polska ambasada w Bukareszcie. Piloci bez samolotów i personel naziemny mieli zmierzać rzutem kołowym do Rumunii. Kto nie chciał opuszczać Kraju, mógł zostać (...) Kiedy wróciłem z odprawy, mojego RWD-8 już nie było, pożyczył go jakiś przedsiębiorczy pilot, któremu się spieszyło, więc dołączyłem do trzech kolegów z eskadry, podróżujących niemal nowym Oplem, nabytym, czy zarekwirowanym przez podchorążego Łopackiego; pozostałymi pasażerami byli: porucznik Wiśniewski (Pan Jan), podchorąży Dzięgielewski i ja. Wszyscy podchorążowie mojego rocznika zostali promowani w polu z dniem 1 września 1939 r., tak że teraz nas trzech było już podporucznikami. Wyruszyliśmy w stronę granicznego miasta Zaleszczyki, wciśnięci w długą kolumnę pojazdów wszelkiego rodzaju, w większości wojskowych, ale było też trochę cywilnych. Prowadził Ryszard Łopacki, nikt nie był skory do rozmów. Ponure myśli przewalały mi się przez głowę, byłem wstrząśnięty zdradzieckim działaniem Sowietów. Niemcy z jednej strony, a Związek Radziecki z drugiej – zmiażdżyli nas, jak wcześniej w historii. Mocno odczuwałem niesprawiedliwość tej sytuacji i wierzyłem, że te dwa szatańskie reżimy muszą być zwalczane za wszelką cenę. Zgadzałem się z logiką rozkazu ewakuacji do Rumunii z nadzieją, że nasi sojusznicy mogą się jeszcze wywiązać ze swoich zobowiązań względem Polski i że część z nas musi się tam udać, żeby nas było widać i żeby walczyć ramię w ramię z nimi. Posuwaliśmy się bardzo powoli. O świcie napotkaliśmy kilka pojazdów jadących w kierunku przeciwnym do nas – krzyczeli, że Armia Czerwona jest zaledwie kilka kilometrów przed nami i że droga do Zaleszczyk jest już w ich rękach. – Zawracajcie i jedźcie na most graniczny w Kufach. Dopiero grubo po północy dotarliśmy do długiej kolejki nieruchomych pojazdów przed mostem. Czekaliśmy tam do wczesnych godzin porannych, usnęliśmy i nie słyszeliśmy, jak ktoś odkręcił nam koło zapasowe z tyłu samochodu. Ewidentnie inny kierowca potrzebował go bardziej niż my; na szczęście nasze opony nie sprawiły nam kłopotów w dalszej drodze. W końcu pojazdy przed nami zaczęły się powoli posuwać naprzód i jechaliśmy za nimi aż przekroczyliśmy most. Byliśmy w Rumunii.

| Zestrzelenia   | Zestrzelenia                                                         | Zestrzelenia                                                         | Zestrzelenia                                                         |
| -------------- | -------------------------------------------------------------------- | -------------------------------------------------------------------- | -------------------------------------------------------------------- |
|                | pewne                                                                | prawdopodobne                                                        | uszkodzenia                                                          |
| 8              |                                                                      |                                                                      |                                                                      |
| Straty eskadry |                                                                      |                                                                      |                                                                      |
| Polegli        | st. szer Andruszkow (?), st. szer. Brzeźniak, st. szer. Krzyszkowski | st. szer Andruszkow (?), st. szer. Brzeźniak, st. szer. Krzyszkowski | st. szer Andruszkow (?), st. szer. Brzeźniak, st. szer. Krzyszkowski |
| Ranni          | ppor. Szubert, st. szer Andruszkow                                   | ppor. Szubert, st. szer Andruszkow                                   | ppor. Szubert, st. szer Andruszkow                                   |
| Samoloty       |                                                                      |                                                                      |                                                                      |
| Stan           | Uzupełnienie                                                         | Zniszczone                                                           | Ewakuacja                                                            |
| stan – 10 P.7a | 0                                                                    | 9                                                                    | 1                                                                    |

## Personel eskadry
| Stanowisko        | Stopień, imię i nazwisko                         |
| ----------------- | ------------------------------------------------ |
| dowódca           | por. Bernard Groszewski                          |
| zastępca dowódcy  | por. Jan Wiśniewski                              |
| oficer techniczny | ppor. Tadeusz Marian Roman Niemczewski           |
| piloci            | ppor. Czesław Marian Główczyński                 |
| piloci            | ppor. Zbigniew Franciszek Szubert                |
| piloci            | ppor. Zdzisław Zadroziński                       |
| piloci            | ppor. Zdzisław Stanisław Franciszek Sierosławski |
| piloci            | ppor. Franciszek Zenon Małecki                   |

| Dowództwo eskadry | Dowództwo eskadry                 |
| Stanowisko | Stopień, imię i nazwisko          |
| --- | --------------------------------- |
| dowódca eskadry | por. pil. Bernard Groszewski      |
| zastępca dowódcy | por. pil. Jan Wiśniewski          |
| oficer techniczny | ppor. tech. Tadeusz Niemczewski   |
| szef mechaników | st. majster wojsk. Karol Surma    |
| szef administracyjny | st. sierż. Wojciech Chuchra       |
| Personel techniczny i piloci eskadry |                                   |
| Personel techniczny | Piloci                            |
| plut. Władysław Piłat plut. Czesław Sanok mł. majster woj. Józef Zubrzycki kpr. Józef Borek kpr. Edward Buziak kpr. Dominik Gociek kpr. Franciszek Hofman kpr. Stanisław Kędzia kpr. Izydor Kiżny kpr. Jan Mazur kpr. Tadeusz Mroczkowski kpr. Lucjan Pastwa kpr. Franciszek Pohl kpr. Jakub Stachowicz kpr. Jan Szajna kpr. Zygmunt Szkudlarski kpr. Terlecki kpr. Mieczysław Wojciechowski kpr. Tomasz Żurkowski st. szer. Balawender st. szer. Paweł Boruta st. szer. Buda st. szer. Aleksadner Dumycz st. szer. Dziura st. szer. Józef Kot st. szer. Małańczuk st. szer. Młodożeniec st. szer. Julian Siekaniec st. szer. Eugeniusz Stachurski st. szer. Syrowski st. szer. Mirosław Zacharko st. szer. Jan Curyło szer. Józef Kuzyk. | st. szer. pil. Tadeusz Andruszków |
| plut. Władysław Piłat plut. Czesław Sanok mł. majster woj. Józef Zubrzycki kpr. Józef Borek kpr. Edward Buziak kpr. Dominik Gociek kpr. Franciszek Hofman kpr. Stanisław Kędzia kpr. Izydor Kiżny kpr. Jan Mazur kpr. Tadeusz Mroczkowski kpr. Lucjan Pastwa kpr. Franciszek Pohl kpr. Jakub Stachowicz kpr. Jan Szajna kpr. Zygmunt Szkudlarski kpr. Terlecki kpr. Mieczysław Wojciechowski kpr. Tomasz Żurkowski st. szer. Balawender st. szer. Paweł Boruta st. szer. Buda st. szer. Aleksadner Dumycz st. szer. Dziura st. szer. Józef Kot st. szer. Małańczuk st. szer. Młodożeniec st. szer. Julian Siekaniec st. szer. Eugeniusz Stachurski st. szer. Syrowski st. szer. Mirosław Zacharko st. szer. Jan Curyło szer. Józef Kuzyk. | st. szer. pil. Zbigniew Brzeźniak |
| plut. Władysław Piłat plut. Czesław Sanok mł. majster woj. Józef Zubrzycki kpr. Józef Borek kpr. Edward Buziak kpr. Dominik Gociek kpr. Franciszek Hofman kpr. Stanisław Kędzia kpr. Izydor Kiżny kpr. Jan Mazur kpr. Tadeusz Mroczkowski kpr. Lucjan Pastwa kpr. Franciszek Pohl kpr. Jakub Stachowicz kpr. Jan Szajna kpr. Zygmunt Szkudlarski kpr. Terlecki kpr. Mieczysław Wojciechowski kpr. Tomasz Żurkowski st. szer. Balawender st. szer. Paweł Boruta st. szer. Buda st. szer. Aleksadner Dumycz st. szer. Dziura st. szer. Józef Kot st. szer. Małańczuk st. szer. Młodożeniec st. szer. Julian Siekaniec st. szer. Eugeniusz Stachurski st. szer. Syrowski st. szer. Mirosław Zacharko st. szer. Jan Curyło szer. Józef Kuzyk. | pchor. pil. Antoni Dzięgielewski  |
| plut. Władysław Piłat plut. Czesław Sanok mł. majster woj. Józef Zubrzycki kpr. Józef Borek kpr. Edward Buziak kpr. Dominik Gociek kpr. Franciszek Hofman kpr. Stanisław Kędzia kpr. Izydor Kiżny kpr. Jan Mazur kpr. Tadeusz Mroczkowski kpr. Lucjan Pastwa kpr. Franciszek Pohl kpr. Jakub Stachowicz kpr. Jan Szajna kpr. Zygmunt Szkudlarski kpr. Terlecki kpr. Mieczysław Wojciechowski kpr. Tomasz Żurkowski st. szer. Balawender st. szer. Paweł Boruta st. szer. Buda st. szer. Aleksadner Dumycz st. szer. Dziura st. szer. Józef Kot st. szer. Małańczuk st. szer. Młodożeniec st. szer. Julian Siekaniec st. szer. Eugeniusz Stachurski st. szer. Syrowski st. szer. Mirosław Zacharko st. szer. Jan Curyło szer. Józef Kuzyk. | ppor. pil. Czesław Główczyński    |
| plut. Władysław Piłat plut. Czesław Sanok mł. majster woj. Józef Zubrzycki kpr. Józef Borek kpr. Edward Buziak kpr. Dominik Gociek kpr. Franciszek Hofman kpr. Stanisław Kędzia kpr. Izydor Kiżny kpr. Jan Mazur kpr. Tadeusz Mroczkowski kpr. Lucjan Pastwa kpr. Franciszek Pohl kpr. Jakub Stachowicz kpr. Jan Szajna kpr. Zygmunt Szkudlarski kpr. Terlecki kpr. Mieczysław Wojciechowski kpr. Tomasz Żurkowski st. szer. Balawender st. szer. Paweł Boruta st. szer. Buda st. szer. Aleksadner Dumycz st. szer. Dziura st. szer. Józef Kot st. szer. Małańczuk st. szer. Młodożeniec st. szer. Julian Siekaniec st. szer. Eugeniusz Stachurski st. szer. Syrowski st. szer. Mirosław Zacharko st. szer. Jan Curyło szer. Józef Kuzyk. | kpr. pil. Kazimierz Kobusiński    |
| plut. Władysław Piłat plut. Czesław Sanok mł. majster woj. Józef Zubrzycki kpr. Józef Borek kpr. Edward Buziak kpr. Dominik Gociek kpr. Franciszek Hofman kpr. Stanisław Kędzia kpr. Izydor Kiżny kpr. Jan Mazur kpr. Tadeusz Mroczkowski kpr. Lucjan Pastwa kpr. Franciszek Pohl kpr. Jakub Stachowicz kpr. Jan Szajna kpr. Zygmunt Szkudlarski kpr. Terlecki kpr. Mieczysław Wojciechowski kpr. Tomasz Żurkowski st. szer. Balawender st. szer. Paweł Boruta st. szer. Buda st. szer. Aleksadner Dumycz st. szer. Dziura st. szer. Józef Kot st. szer. Małańczuk st. szer. Młodożeniec st. szer. Julian Siekaniec st. szer. Eugeniusz Stachurski st. szer. Syrowski st. szer. Mirosław Zacharko st. szer. Jan Curyło szer. Józef Kuzyk. | pchor. pil. Franciszek Kornicki   |
| plut. Władysław Piłat plut. Czesław Sanok mł. majster woj. Józef Zubrzycki kpr. Józef Borek kpr. Edward Buziak kpr. Dominik Gociek kpr. Franciszek Hofman kpr. Stanisław Kędzia kpr. Izydor Kiżny kpr. Jan Mazur kpr. Tadeusz Mroczkowski kpr. Lucjan Pastwa kpr. Franciszek Pohl kpr. Jakub Stachowicz kpr. Jan Szajna kpr. Zygmunt Szkudlarski kpr. Terlecki kpr. Mieczysław Wojciechowski kpr. Tomasz Żurkowski st. szer. Balawender st. szer. Paweł Boruta st. szer. Buda st. szer. Aleksadner Dumycz st. szer. Dziura st. szer. Józef Kot st. szer. Małańczuk st. szer. Młodożeniec st. szer. Julian Siekaniec st. szer. Eugeniusz Stachurski st. szer. Syrowski st. szer. Mirosław Zacharko st. szer. Jan Curyło szer. Józef Kuzyk. | st. szer. pil. Michał Krzyszowski |
| plut. Władysław Piłat plut. Czesław Sanok mł. majster woj. Józef Zubrzycki kpr. Józef Borek kpr. Edward Buziak kpr. Dominik Gociek kpr. Franciszek Hofman kpr. Stanisław Kędzia kpr. Izydor Kiżny kpr. Jan Mazur kpr. Tadeusz Mroczkowski kpr. Lucjan Pastwa kpr. Franciszek Pohl kpr. Jakub Stachowicz kpr. Jan Szajna kpr. Zygmunt Szkudlarski kpr. Terlecki kpr. Mieczysław Wojciechowski kpr. Tomasz Żurkowski st. szer. Balawender st. szer. Paweł Boruta st. szer. Buda st. szer. Aleksadner Dumycz st. szer. Dziura st. szer. Józef Kot st. szer. Małańczuk st. szer. Młodożeniec st. szer. Julian Siekaniec st. szer. Eugeniusz Stachurski st. szer. Syrowski st. szer. Mirosław Zacharko st. szer. Jan Curyło szer. Józef Kuzyk. | pchor. pil. Ryszard Łopacki       |
| plut. Władysław Piłat plut. Czesław Sanok mł. majster woj. Józef Zubrzycki kpr. Józef Borek kpr. Edward Buziak kpr. Dominik Gociek kpr. Franciszek Hofman kpr. Stanisław Kędzia kpr. Izydor Kiżny kpr. Jan Mazur kpr. Tadeusz Mroczkowski kpr. Lucjan Pastwa kpr. Franciszek Pohl kpr. Jakub Stachowicz kpr. Jan Szajna kpr. Zygmunt Szkudlarski kpr. Terlecki kpr. Mieczysław Wojciechowski kpr. Tomasz Żurkowski st. szer. Balawender st. szer. Paweł Boruta st. szer. Buda st. szer. Aleksadner Dumycz st. szer. Dziura st. szer. Józef Kot st. szer. Małańczuk st. szer. Młodożeniec st. szer. Julian Siekaniec st. szer. Eugeniusz Stachurski st. szer. Syrowski st. szer. Mirosław Zacharko st. szer. Jan Curyło szer. Józef Kuzyk. | kpr. pil. Jan Malinowski          |
| plut. Władysław Piłat plut. Czesław Sanok mł. majster woj. Józef Zubrzycki kpr. Józef Borek kpr. Edward Buziak kpr. Dominik Gociek kpr. Franciszek Hofman kpr. Stanisław Kędzia kpr. Izydor Kiżny kpr. Jan Mazur kpr. Tadeusz Mroczkowski kpr. Lucjan Pastwa kpr. Franciszek Pohl kpr. Jakub Stachowicz kpr. Jan Szajna kpr. Zygmunt Szkudlarski kpr. Terlecki kpr. Mieczysław Wojciechowski kpr. Tomasz Żurkowski st. szer. Balawender st. szer. Paweł Boruta st. szer. Buda st. szer. Aleksadner Dumycz st. szer. Dziura st. szer. Józef Kot st. szer. Małańczuk st. szer. Młodożeniec st. szer. Julian Siekaniec st. szer. Eugeniusz Stachurski st. szer. Syrowski st. szer. Mirosław Zacharko st. szer. Jan Curyło szer. Józef Kuzyk. | kpr. pil. Jan Rogowski            |
| plut. Władysław Piłat plut. Czesław Sanok mł. majster woj. Józef Zubrzycki kpr. Józef Borek kpr. Edward Buziak kpr. Dominik Gociek kpr. Franciszek Hofman kpr. Stanisław Kędzia kpr. Izydor Kiżny kpr. Jan Mazur kpr. Tadeusz Mroczkowski kpr. Lucjan Pastwa kpr. Franciszek Pohl kpr. Jakub Stachowicz kpr. Jan Szajna kpr. Zygmunt Szkudlarski kpr. Terlecki kpr. Mieczysław Wojciechowski kpr. Tomasz Żurkowski st. szer. Balawender st. szer. Paweł Boruta st. szer. Buda st. szer. Aleksadner Dumycz st. szer. Dziura st. szer. Józef Kot st. szer. Małańczuk st. szer. Młodożeniec st. szer. Julian Siekaniec st. szer. Eugeniusz Stachurski st. szer. Syrowski st. szer. Mirosław Zacharko st. szer. Jan Curyło szer. Józef Kuzyk. | kpr. pil. Zdzisław Urbańczyk      |
| plut. Władysław Piłat plut. Czesław Sanok mł. majster woj. Józef Zubrzycki kpr. Józef Borek kpr. Edward Buziak kpr. Dominik Gociek kpr. Franciszek Hofman kpr. Stanisław Kędzia kpr. Izydor Kiżny kpr. Jan Mazur kpr. Tadeusz Mroczkowski kpr. Lucjan Pastwa kpr. Franciszek Pohl kpr. Jakub Stachowicz kpr. Jan Szajna kpr. Zygmunt Szkudlarski kpr. Terlecki kpr. Mieczysław Wojciechowski kpr. Tomasz Żurkowski st. szer. Balawender st. szer. Paweł Boruta st. szer. Buda st. szer. Aleksadner Dumycz st. szer. Dziura st. szer. Józef Kot st. szer. Małańczuk st. szer. Młodożeniec st. szer. Julian Siekaniec st. szer. Eugeniusz Stachurski st. szer. Syrowski st. szer. Mirosław Zacharko st. szer. Jan Curyło szer. Józef Kuzyk. | ppor. pil. Zbigniew Szubert       |
| plut. Władysław Piłat plut. Czesław Sanok mł. majster woj. Józef Zubrzycki kpr. Józef Borek kpr. Edward Buziak kpr. Dominik Gociek kpr. Franciszek Hofman kpr. Stanisław Kędzia kpr. Izydor Kiżny kpr. Jan Mazur kpr. Tadeusz Mroczkowski kpr. Lucjan Pastwa kpr. Franciszek Pohl kpr. Jakub Stachowicz kpr. Jan Szajna kpr. Zygmunt Szkudlarski kpr. Terlecki kpr. Mieczysław Wojciechowski kpr. Tomasz Żurkowski st. szer. Balawender st. szer. Paweł Boruta st. szer. Buda st. szer. Aleksadner Dumycz st. szer. Dziura st. szer. Józef Kot st. szer. Małańczuk st. szer. Młodożeniec st. szer. Julian Siekaniec st. szer. Eugeniusz Stachurski st. szer. Syrowski st. szer. Mirosław Zacharko st. szer. Jan Curyło szer. Józef Kuzyk. | ppor. pil. Zdzisław Zadroziński   |

## Samoloty eskadry
W kampanii wrześniowej 1939 roku na uzbrojeniu eskadry znajdowało się dziesięć samolotów myśliwskich PZL P.7a.

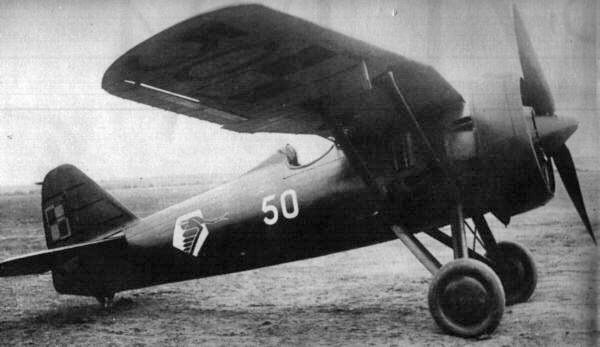
PZL P.7 a (– 1939)